# Teikoplanina
Teikoplanina – organiczny związek chemiczny, antybiotyk glikopeptydowy o działaniu bakteriobójczym, podobny do wankomycyny.

## Budowa

Teikoplaniny: po lewej rdzeń, po prawej łańcuchy boczne teikoplanin od A2-1 do A2-5. Na niebiesko zaznaczono resztę β-D-glukozaminy.

## Spektrum działania
- Staphylococcus – w tym szczepy oporne na metycylinę (MRSA) oraz penicylinazododatnie
- Streptococcus pyogenes
- Streptococcus pneumoniae
- paciorkowce grup B, C, F, G
- Peptostreptococcus
- Peptococcus
- Enterococcus
- Clostridium difficile
- Clostridium perfringens
- Listeria
- Propionibacterium
- Corynebacterium jeikeium

## Mechanizm działania
Blokowanie syntezy ściany komórkowej bakterii przez powinowactwo do prekursora syntezy peptydoglikanów ściany – D-alanylo-D-alaniny.

## Wskazania
Zakażenia wywołane przez drobnoustroje wrażliwe na teikoplaninę i oporne na inne antybiotyki.
W szczególności:
- posocznica
- bakteryjne zapalenie wsierdzia
- zakażenia kości i stawów
- bakteryjne zapalenie otrzewnej
- zakażenia skóry i tkanki podskórnej
- zakażenia układu moczowego
- zakażenia dolnego odcinka przewodu pokarmowego
- zapalenia otrzewnej podczas CADO
- zakażenia u chorych z neutropenią – razem z aminoglikozydem lub cefalosporyną III generacji
- profilaktyka w chirurgii i kardiochirurgii
- u chorych ze sztucznymi zastawkami poddawanym procedurom diagnostycznym i zabiegom chirurgicznym.

## Przeciwwskazania
- nadwrażliwość na teikoplaninę

Ostrożnie u chorych:
- z niewydolnością nerek
- z uszkodzeniami słuchu
- uczulonych na wankomycynę.

## Działania niepożądane
- ból i stan zapalny w miejscu wstrzyknięcia
- odczyny alergiczne
- nudności, wymioty
- biegunka
- nieznaczne zmiany w obrazie krwi:
  - eozynofilia
  - leukopenia
  - małopłytkowość
  - trombocytoza
- zwiększenie aktywności aminotransferaz i fosfatazy alkalicznej w moczu
- nefrotoksyczność – przejściowe zwiększenie stężenia kreatyniny w surowicy
- bóle i zawroty głowy

## Stosowanie w trakcie ciąży i karmienia
Nie stosować w ciąży i w okresie karmienia piersią.

## Preparaty
- Targocid